# 1831 az irodalomban
Az 1831. év az irodalomban.

## Események
- február 14. – A Magyar Tudós Társaság (a leendő Magyar Tudományos Akadémia) megtartja első nagygyűlését Pesten.

## Megjelent új művek
- Honoré de Balzac: 

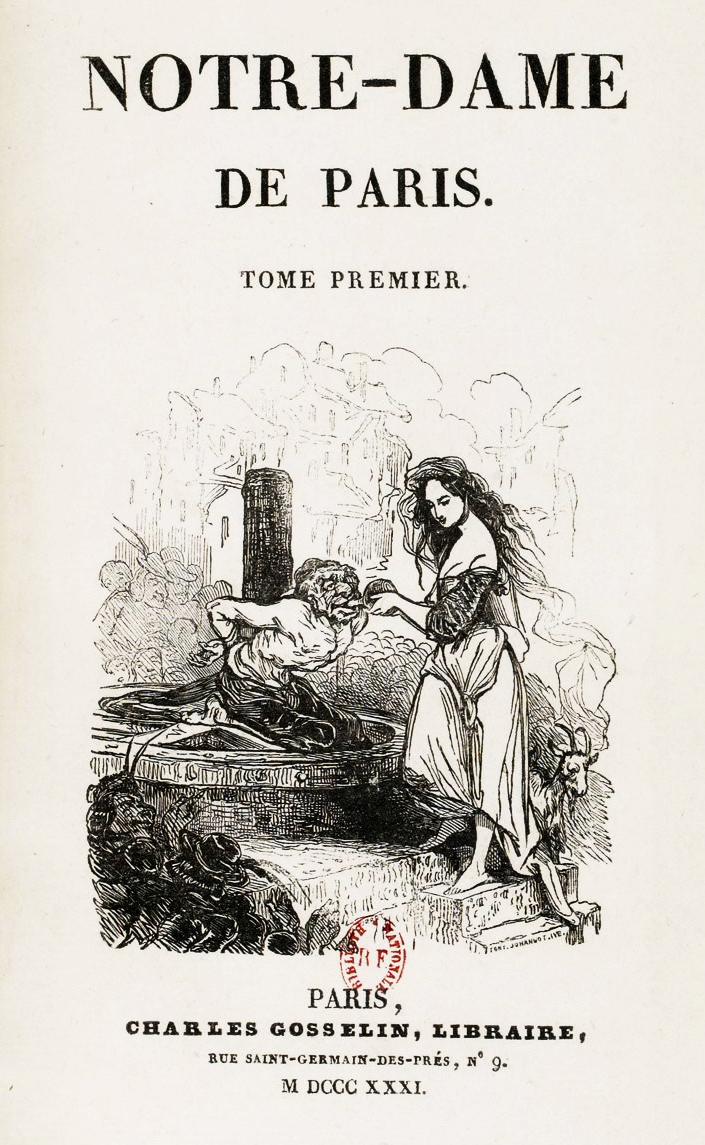
A párizsi Notre-Dame (1831)

  - A szamárbőr (La peau de chagrin), regény
  - Az ismeretlen remekmű (Le Chef-d’œuvre inconnu), kisregény
  - A vörös vendégfogadó (L'Auberge rouge), kisregény
- Victor Hugo világhírű regénye: A párizsi Notre-Dame (Notre-Dame de Paris)
- Nyikolaj Gogol első novellagyűjteménye: Esték egy gyikanykai tanyán (Вечера на хуторе близ Диканьки), két kötet: 1831, 1832
- Alekszandr Puskin 1830-ban írt elbeszéléseinek ciklusa önálló kötetben: Néhai Ivan Petrovics Belkin elbeszélései (Повести покойного Ивана Петровича Белкина)

### Költészet
- Victor Hugo verseskötete: Les Feuilles d'automne (Őszi levelek)
- Edgar Allan Poe verseskötete: Poems

### Dráma
- Victor Hugo drámája: Marion Delorme (bemutató)
- Megjelenik nyomtatásban Alekszandr Puskin történelmi drámája, a Borisz Godunov (Борис Годунов)
- Gribojedov szatirikus darabja, Az ész bajjal jár teljes szövegének első nyilvános előadása Szentpéterváron (részleteiben egy-egy alkalommal korábban is előadták)
- Megjelenik Christian Dietrich Grabbe német szerző drámája: Napoleon oder Die hundert Tage (Napóleon vagy a száz nap)

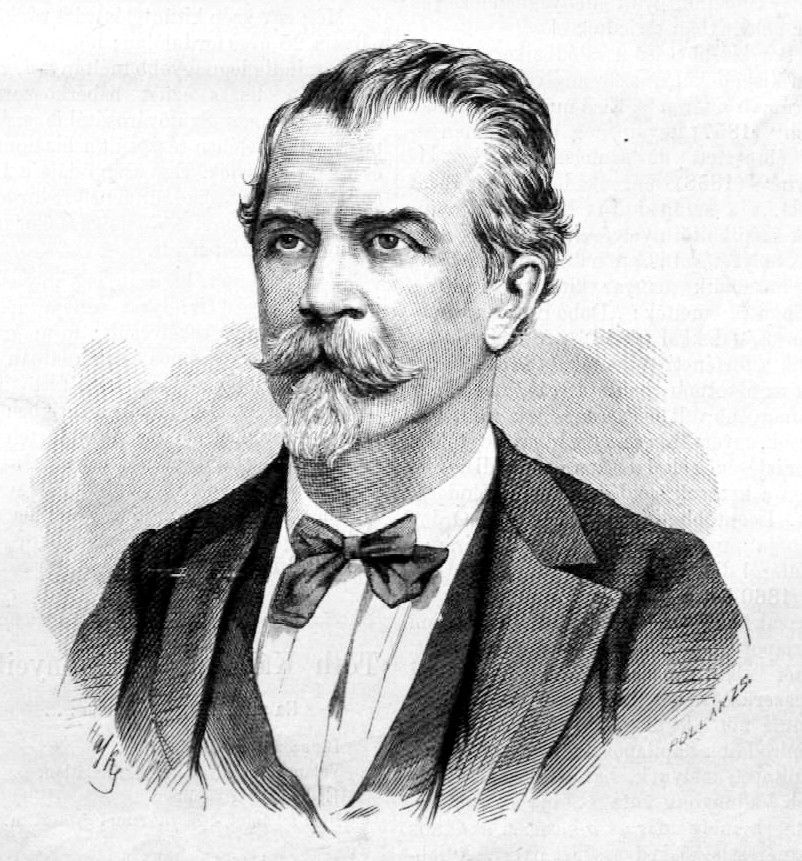
Tóth Kálmán

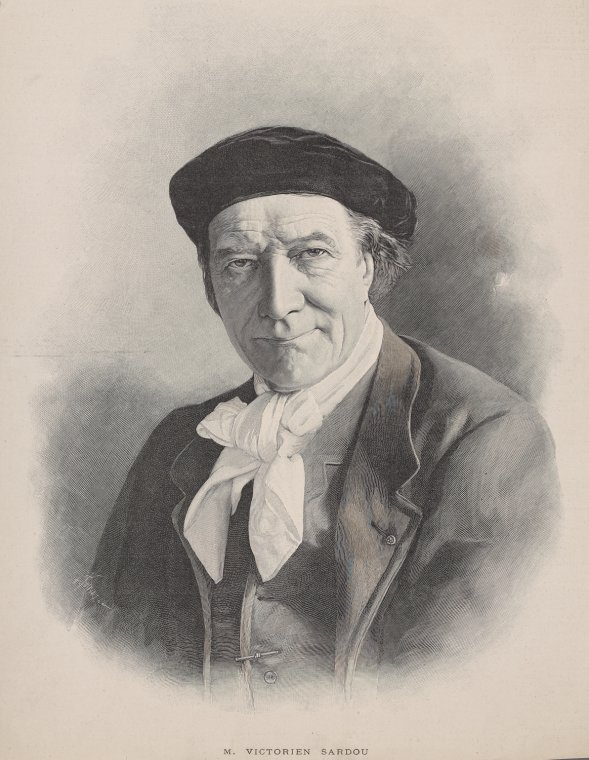
Victorien Sardou

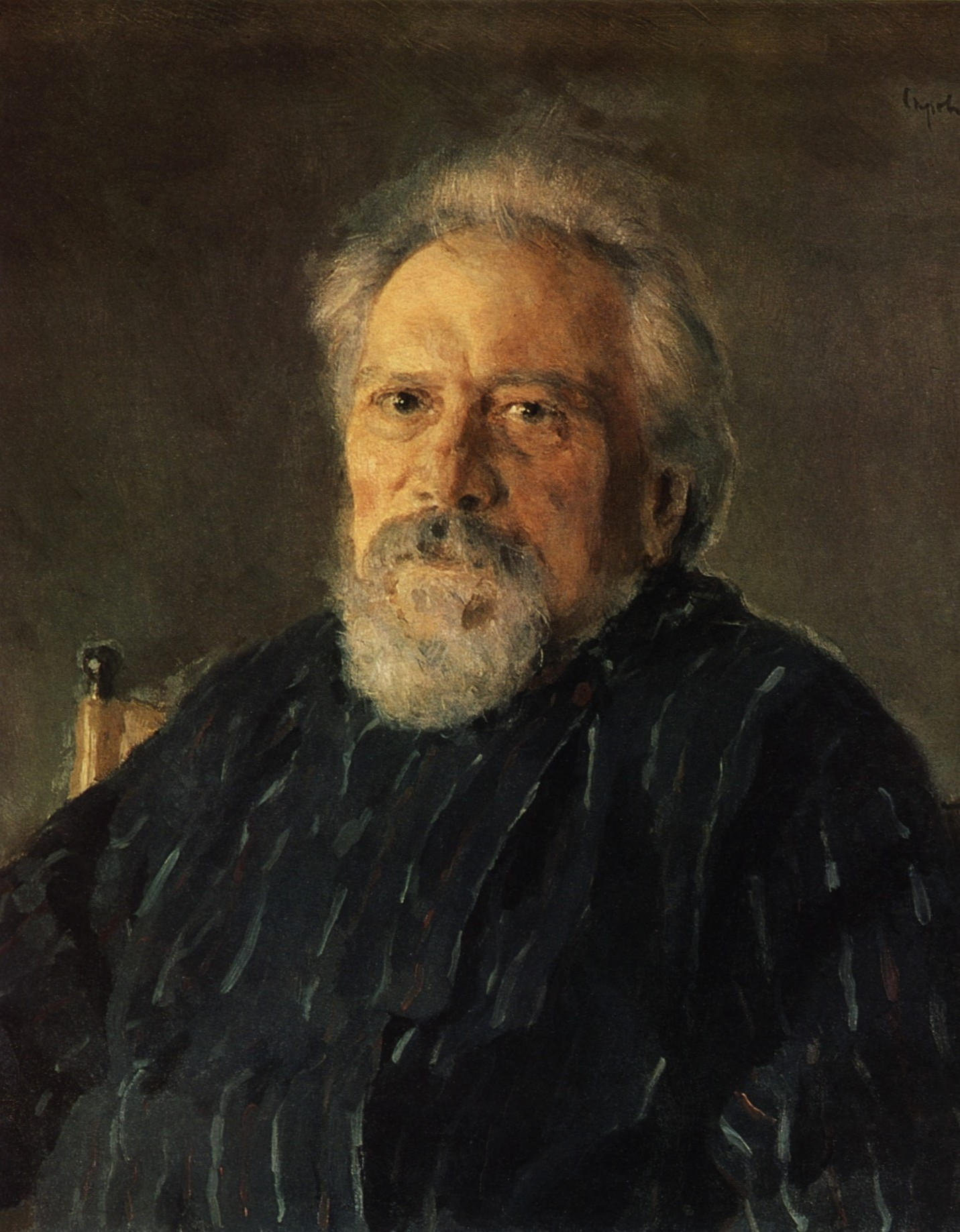
Nyikolaj Leszkov

### Magyar nyelven
- Pázmándi Horváth Endre Árpád című eposza
- Vörösmarty Mihály ez évben megjelenő drámai, ill. epikai művei:
  - Csongor és Tünde, drámai költemény, mesejáték
  - A rom, kiseposz egy énekben
  - A délsziget, kiseposz (töredék)
- Budán kiadják Kisfaludy Károly Minden munkáit
- Megjelenik Otto Wigand lexikona, a Közhasznú Esmeretek Tára első kötete. (Tizenkét kötet, 1831–1834.) A Brockhaus-féle német enciklopédia alapján készült lexikon az első nagyszabású könyvkiadói vállalkozás Magyarországon.[1]

## Születések
- február 16. – Nyikolaj Szemjonovics Leszkov orosz író († 1895)
- március 30. – Tóth Kálmán magyar költő, színműíró, lapszerkesztő († 1881)
- július 24. – P. Szathmáry Károly magyar író († 1891)
- szeptember 5. – Victorien Sardou francia drámaíró, korának különösen népszerű színpadi szerzője († 1908)
- szeptember 8. – Wilhelm Raabe német realista író († 1910)

## Halálozások
- január 21. – Achim von Arnim német író, az ún. heidelbergi romantika kiemelkedő képviselője (* 1781)
- március 9. – Friedrich Maximilian Klinger német író, drámaíró; egyik drámájáról nevezték el az irodalomtörténetben a Sturm und Drang irányzatot (* 1752)
- március 12. – Friedrich von Matthisson német költő, író (* 1761)
- május 13. – Christian Gottfried Körner német író (* 1756)
- augusztus 23. – Kazinczy Ferenc magyar író, költő, a nyelvújítás vezéralakja, a reformkor előtti évtizedek irodalmának szervezője (* 1759)